# Erquinghem-le-Sec

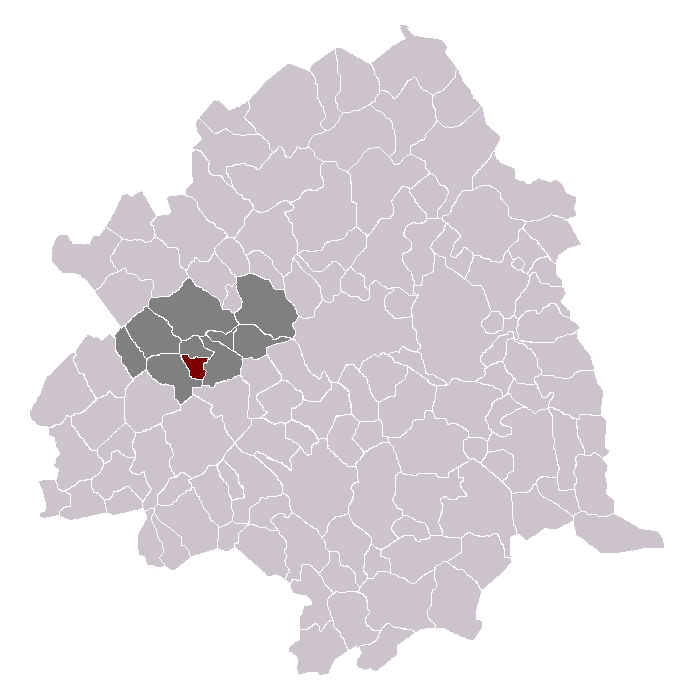
Ubicació d'Erquinghem-le-Sec dins del cantó i el districte

Erquinghem-le-Sec és un municipi francès, situat a la regió dels Alts de França, al departament del Nord. L'any 2006 tenia 512 habitants. Limita al nord amb Escobecques, a l'est amb Hallennes-lez-Haubourdin i a l'oest amb Beaucamps-Ligny.

## Demografia
| 1962                                       | 1968 | 1975 | 1982 | 1990 | 1999 | 2006 |
| ------------------------------------------ | ---- | ---- | ---- | ---- | ---- | ---- |
| 139                                        | 234  | 246  | 255  | 345  | 434  | 512  |
| Des de 1962: població sense dobles comptes |      |      |      |      |      |      |

## Administració
| Període   | Identitat         | Partit |
| --------- | ----------------- | ------ |
| 1995-2006 | Jean-Marie Thorez |        |
| 2006-2008 | Pascal Fontaine   |        |
| 2008-     | Eric Pauron       |        |